# (10626) Zajíc
(10626) Zajíc, désignation internationale (10626) Zajic, est un astéroïde de la ceinture principale.

## Description
(10626) Zajic est un astéroïde de la ceinture principale. Il fut découvert le 10 janvier 1998 à l'Observatoire d'Ondřejov par Lenka Šarounová. Il présente une orbite caractérisée par un demi-grand axe de 2,56 UA, une excentricité de 0,25 et une inclinaison de 2,3° par rapport à l'écliptique.

## Compléments